# 江村故砖城
江村故砖城，位于中国广东省肇庆市德庆县官圩镇江村，为德庆县的一个县级文物保护单位，类型为古建筑，公布时间为2003年7月3日。
江村故砖城的历史年代为明代。